# آلن تیلور (کارگردان)
 آلن تیلور (انگلیسی: Alan Taylor؛ زادهٔ ۱۹۵۹) کارگردان، و فیلم‌نامه‌نویس اهل ایالات متحده آمریکا است. وی از سال ۱۹۸۸ میلادی تاکنون مشغول فعالیت بوده‌است.

## آثار مهم کارگردانی
- پالوکویل (فیلم ۱۹۹۵) - Palookaville
- لباس جدید پادشاه (۲۰۰۱) - Emperor's New Clothes
- فقیر را بکش (۲۰۰۳) - Kill the Poor
- ثور: دنیای تاریک (۲۰۱۳) - Thor: The Dark World
- نابودگر: جنسیس (۲۰۱۵) - Terminator Genisys
- قدیسان فراوان نیوآرک (۲۰۲۰)[۳] - The Many Saints of Newark